# Sant Andreu de la Barca (kommun)
Sant Andreu de la Barca är en kommun i Spanien.   Den ligger i provinsen Província de Barcelona och regionen Katalonien, i den östra delen av landet, 500 km öster om huvudstaden Madrid. Antalet invånare är 27 306. Arean är 5,7 kvadratkilometer. Sant Andreu de la Barca gränsar till Castellbisbal, Corbera de Llobregat, Castellví de Rosanes och Martorell. 
Terrängen i Sant Andreu de la Barca är platt åt nordväst, men åt sydost är den kuperad.